# Leboszowice
Leboszowice (niem. Leboschowitz)– wieś sołecka w Polsce położona w województwie śląskim, w powiecie gliwickim, w gminie Pilchowice. Nazwa wsi pochodzi od imienia Lewosz. Pierwsze wzmianki o Leboszowicach pochodzą z 1482 roku.
W latach 1975–1998 miejscowość administracyjnie należała do województwa katowickiego.